# Чжуан И
Чжуан И (кит. упр. 庄毅, пиньинь Zhuāng Yì; 11 июля 1973, Шэньян, провинция Ляонин, КНР) — китайский футболист, нападающий, бизнесмен. В настоящее время выступает за клуб «Шэньян Урбан». В прошлом привлекался к матчам национальной сборной Китая. Является самым возрастным игроком, выступающим в профессиональном футболе в КНР, а также самым возрастным игроком, забивавшим гол в профессиональных лигах Китая.

## Клубная карьера
Чжуан И начал профессиональную футбольную карьеру в 1994 году, когда Лига Цзя-А стала профессиональной. В сезоне 1994 года был вторым лучшим бомбардиром лиги, забив 12 мячей в 18 матчах, а также был признан Китайской футбольной ассоциацией Лучшим молодым игроком 1994 года. С 1996 по 1997 год выступал во втором дивизионе, куда отправился вместе с клубом «Ляонин». В 1998 году перешёл в клуб Лиги Цзя-А «Циндао Хайню». В январе 1999 года перешёл в клуб «Бэйцзин Гоань», трансферная стоимость игрока составила ¥2,28 млн. В июне 1999 порвал ахилл на левой ноге в товарищеском матче против ФК «Сеул», после чего пропустил весь сезон.
В январе 2000 года Чжуан присоединился к клубу из родного города «Шэньян Хайши», трансфер обошёлся в ¥600,000. Его трансфер совпал с контролем Молодёжной команды провинции Ляонин, где тренировалась талантливая молодёжь, в частности, Чжэн Чжи, Сюй Ляна. Поэтому Чжуан не выступал за клуб в сезоне 2000 года. В ноябре 2000 года Чжуан проиграл суд и потерял контроль над Молодёжной командой. По итогам сезона Чжуан был выставлен на трансфер. Закончил футбольную карьеру в 2001 году.

## Бизнес
В 1996 году Чжуан основал компанию Yixing Industrial, а также футбольную школу Ичжи. В июле 1999 года Yixing Industrial помогла в создании футбольной школы Бохайского университета (в настоящее время — Институт науки и инжиниринга провинции Ляонин). На базе футбольных школ Чжуан зарегистрировал два футбольных клуба: «Цзиньчжоу Чжуанъи» (2001—2004) и «Паньцзинь» (2002) для выступлений во второй лиге. Также 31 октября 1999 года Чжуан купил 51 % акций Молодёжной команды провинции Ляонин. Однако из-за противоречий со Спортивной школой Ляонина не смог полностью контролировать клуб. Чжуан начал судебный процесс против Спортивной школы, выиграл суд первой инстанции в июле 2000 года, однако в ноябре 2000 года проиграл в суде второй инстанции. В июле 2000 года вместе с Шэньянским строительным и инженерным колледжем он открыл Школу городского строительства при колледже. В 2013 году Школа отделилась от колледжа и на её базе был создан Городской строительный университет Шэньяна. В 2015 году Чжуан создал и зарегистрировал новый футбольный клуб «Шэньян Урбан», который был назван по профильному университету, а также стал выступать на его стадионе.
После того, как «Шэньян Урбан» финишировал на четвёртом месте в розыгрыше Любительской лиги Китая 2015 года и получил возможность выступать во второй лиге, Чжуан заявился в клубе в качестве игрока и взял номер 9. Однако, в сезонах 2016 и 2017 годов на поле не выходил. 12 мая 2018 года дебютировал в домашнем матче против «Баотоу Наньцзяо», а его команда одержала победу с счётом 7-1. Сам Чжуан вышел на замену на 67-й минуте матча и таким образом стал самым возрастным игроком в китайском профессиональном футболе, выйдя на поле в возрасте 44 лет и 305 дней, побив рекорд Анатолия Давыдова, который вышел на поле в возрасте 42 лет и 348 дней. Чжуан обновил рекорд 3 июня 2018 года, выйдя на замену на 78-й минуте, а команда победила со счётом 4-0 клуб «Яньбянь Бэйго». Игрок забил пенальти, став самым возрастным футболистом, забивавшим в профессиональных лигах Китая в возрасте 44 лет и 327 дней.

## Международная карьера
Чжуан дважды принимал участие в матчах национальной сборной Китая в 1995 году. 19 февраля 1995 года дебютировал за сборную в матче против сборной Южной Кореи в матче Кубка династии 1995 года, который закончился вничью 0-0. Второй матч сыграл также на Кубке династии 23 февраля, а сборная проиграла команде Японии со счётом 2-1.

### Международная статистика
| Китай | Китай | Китай |
| Год   | Матчи | Голы  |
| ----- | ----- | ----- |
| 1995  | 2     | 0     |
| Всего | 2     | 0     |